# بنة أخوند (الريف الشرقي)
بنة أخوند (بالفارسية: بنه آخوند) هي قرية تقع في إيران في قسم الريف الشرقي الريفي. يقدر عدد سكانها بـ 676 نسمة .